# Зелёный Луг (Жетысуская область)
Зелёный Луг (каз. Зелёный Луг) — упразднённое село в Алакольском районе Жетысуской области Казахстана. Дата упразднения не установлена.

## География
Село располагалось в 7 км к северу от села Токжайлау (Дзержинское) на реке Балабай.

## История
Переселенческое село Зелёный Луг основано в 1912 году. Входило в состав Колпаковской волости Лепсинского участка. В 1913 году состояло из 41 двора.